# Grado Labs
Grado Labs（グラド・ラブズ）は、アメリカ合衆国ニューヨーク州ブルックリン区に本社を置く音響機器メーカー。特に手作業で製作された、ハイエンドのダイナミック・オープンバック型ヘッドフォンや、カートリッジの製造で知られている。ブランドとしては、Grado（GRADO）が使用されている。
Grado Labsは、1953年に熟練した時計職人であったジョゼフ・グラド（英語: Joseph Grado）によって設立された。現在は、代表取締役社長兼CEOのジョン・グラド（英語: John Grado）によって経営されている。彼は、1970年代から日々業務を行った後、1990年に経営権を取得した。
ジョンの息子であるジョナサン・グラド（英語: Jonathan Grado）は、グラド家の3代目として、現在会社に所属している。Gradoは、ダイナミック・オープンエア・スープラ＝オーラル（オンイヤー）型のHi-Fiヘッドフォンに特化した企業である。60年を超える歴史の中で、Gradoは大規模な広告活動というよりも、音響機器販売業者や消費者間の口コミによる非常に地道な活動を行っていた。Gradoのほぼ全ての製品は、ニューヨーク州ブルックリン区で手作業で製造されている。

## 歴史

### 設立からフォノ・カートリッジ製造期 (1953-1989)
Grado Labsは、1953年に熟練した時計職人のジョゼフ・グラドによって設立された。音響機器製造業の起源は1950年代初頭に遡る。この時期、ジョゼフはティファニー、シャーマン・フェアチャイルドを離れ、ニューヨーク州ブルックリン区の彼のキッチンテーブルでフォノ・カートリッジを製作し始めた。カートリッジの販売市場の調査後、近所にあったグラド・フルーツ・ショップを閉店し、新たにグラド・ラボラトリーズ（英語: Grado Laboratories）を開業した。ジョゼフは、Gradoのカートリッジのラインナップを製作するにあたり、初めてとなるステレオのムービング・コイル・フォノ・カートジッリの開発にとりかかった。
ジョゼフがGradoで活動していた期間の間、Gradoはカートリッジ、スピーカー、ターンテーブル、そしてトーンアームを製造していた。この中でもカートリッジだけは、唯一製造し続けられた製品であった。1965年、ジョゼフの甥であるジョン・グラドがGradoで働き始め、当初は床掃除を担当していた。ジョンはこの間、叔父であるジョゼフの下で修行し、1975年になってようやくGradoの経営に携わるようになった。1982年、ジョゼフ・グラドがオーディオの殿堂に選出された。カートリッジ製造のピークは、1980年代中頃で、週10,000台に届く生産量となっていた。しかし、数年後には生産量は急落し、年12,000台の生産量となっていた。

### 再建と初のヘッドフォン製品 (1990-2012)

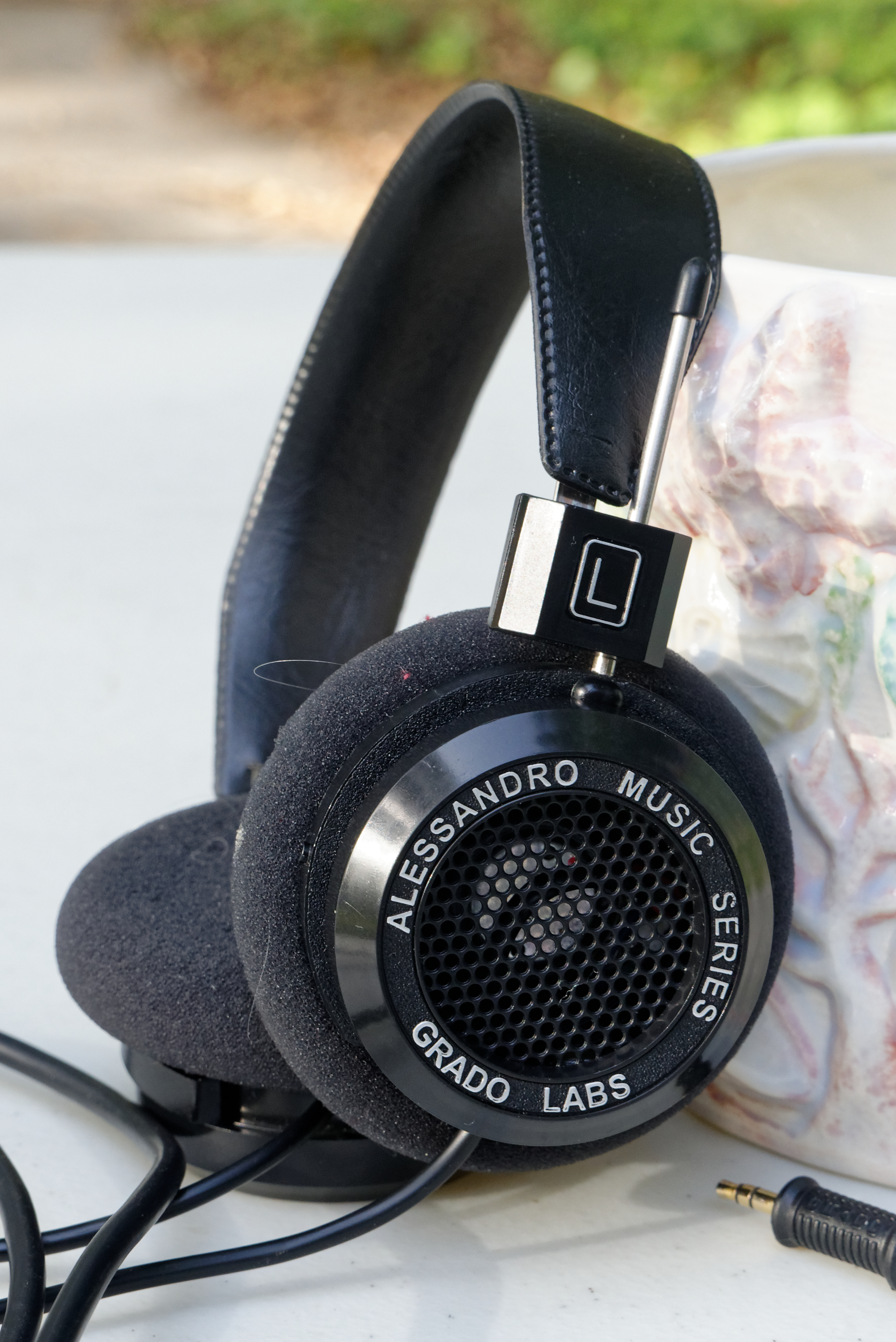
Gradoのヘッドフォン（Alessandro MS-1）

Gradoが閉業する間際、1990年にジョン・グラドは叔父のジョゼフからGradoを買い取り、自身が代表取締役社長兼CEOに就任した。ジョンは、Grado初となるヘッドフォンを開発し、1990年代前半は、妻・ロゼッタと共に仕事場でヘッドフォンを製造していた。この時、ジョンと彼の家族はGradoのブルックリン社屋の最上階に居住していた。Gradoは、元々従来手法を用いた宣伝をしてこなかったため、ジョンは彼の製品を売り込むために、世界中のオーディオ見本市へ赴いた。後にジョンは、多数の国々に跨る膨大なディストリビューターのリストを製作したため、見本市訪問を完全に止め、より家族と過ごす時間を取る様になった。ある時期、グラド家はグラド・タワーを製作した。これは、ヘッドフォンのドライバーで製作された、天井まで届く背の高いスピーカーであった。しかし、Grado初のヘッドフォンが想定外の成功を収めたことから、このスピーカーは5組以上製造されることはなかった。
1994年、Grado初の木製ヘッドフォンが製作され、1996年には初となる木製カートリッジが、初となるヘッドフォンアンプと共に製作された。
今後20年の間、ジョンは3世代にわたるヘッドフォンを製造し、加えてGradoのカートリッジ製造に再度注力するようになり、年60,000台を超えるカートリッジを製作する様になった。

### Gradoブランドのアップデート (2013-)
2013年、ジョンの息子であるジョナサン・グラド（英語: Jonathan Grado）が、Gradoに入社し、Gradoのブランドを近代化を目的に活動し始めた。元々、ジョナサンは家族経営の会社に良い印象を持っていなかったというが、大学2回生に心変わりし、GradoのFacebookとTwitter（現：X）のページを開設した。この趣味がすぐに彼の主な活動になり、大学在学中にソーシャル・メディア・ディレクターに就任した。大学卒業、Sonosでの勤務を経て、ジョナサンはGrado Labsでフルタイム勤務を開始した。2013年の暮れ、Grado初めての大規模な協業として、ブッシュミルズの木製ウイスキー樽を材料とした試作ヘッドフォンを作成した。これは、ギズモードからは、「Gradoの製品の特徴として知られている特徴のとおり、ウォームでクリア、中音域が最も良い音を奏でている」と評した。ニューヨーク・タイムズもこのヘッドフォンを称賛したが、一方で予算的な面で全員に適することはないだろうとも指摘した。
2014年に、ジョナサンはマーケティング部門のバイスプレジデントに就任したが、「広告予算ゼロ」であるため、創意工夫が必要だった。同年中には、Gradoはマッシャブルとアメリカン・エキスプレスが選出する「アメリカで最も社交的な中小企業8選（英語: Top Eight Most Social Small Companies in America）」に選出された。
2014年に、Gradoは新たなヘッドフォン・シリーズを発売した。この「eシリーズ」は、「アメリカで最も社交的な中小企業8選」の記事の中で言及されている。
2015年初頭、ジェットブルー航空がGradoとの提携し、ミント・クラス（英語: Mint Class）のフライトの公式ヘッドフォンにGradoの製品を使用することになった。
2015年2月6日、創業者のジョゼフ・グラドが死去した。90歳没。
2021年、Gradoは「Prestige E」シリーズに代わるヘッドフォンシリーズとして「Prestige X」を発売した。

## 現在のヘッドフォン製品ラインナップ

### 有線オープンバックモデル

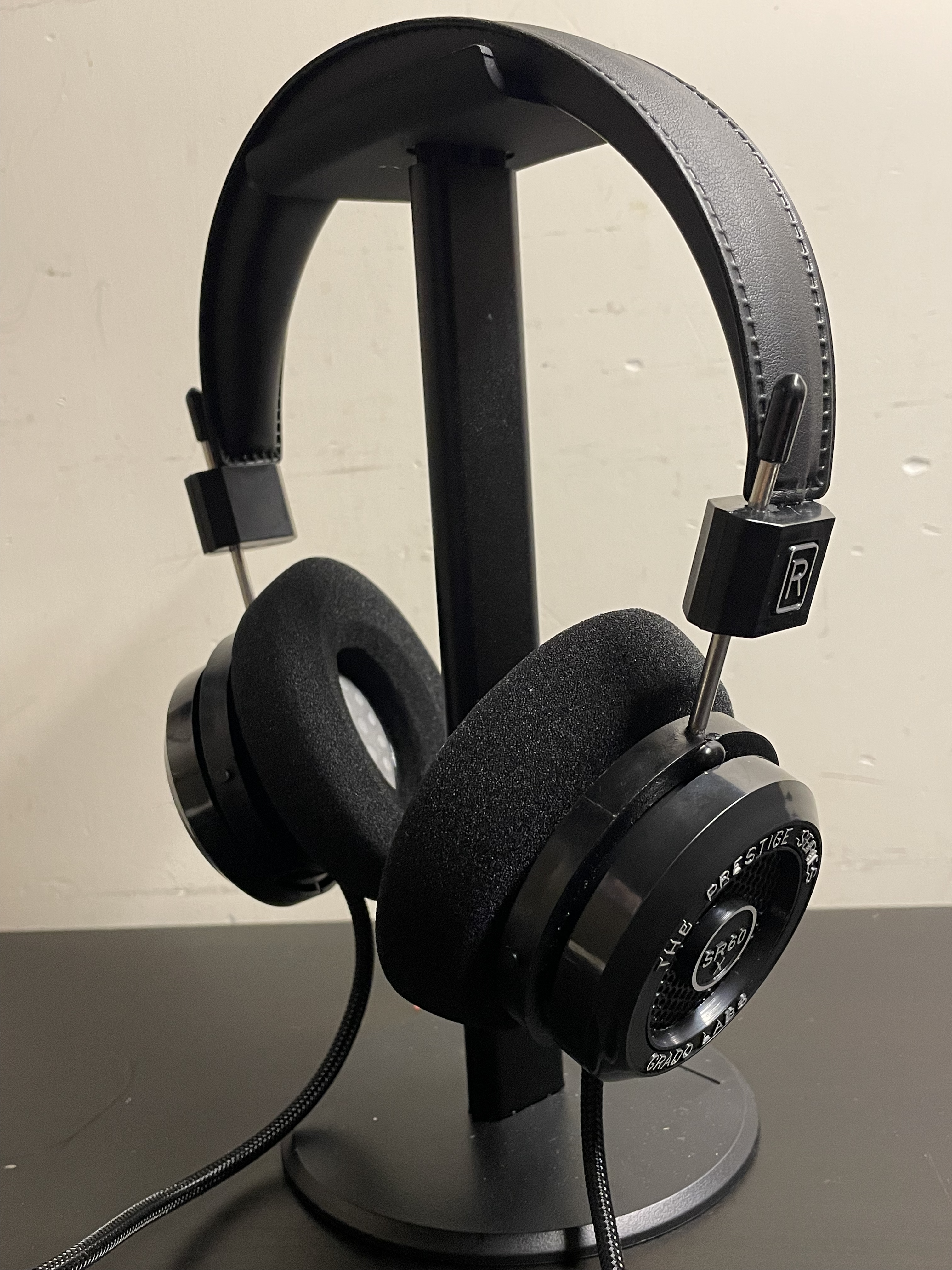
SR60X

| 型番    | シリーズ     | 素材                                 | 備考                                                                                          |
| ------- | ------------ | ------------------------------------ | --------------------------------------------------------------------------------------------- |
| SR60x   | Prestige     | ポリカーボネート                     | Sパッド, 44mmドライバー, 1/8" (3.5mm)プラグ, 0.1dBドライバーマッチング, 4コンダクターケーブル |
| SR80x   | Prestige     | ポリカーボネート                     | De-stressedドライバー。その他はSR60xと同様                                                    |
| SR125x  | Prestige     | ポリカーボネート                     | 無酸素銅を用いたドライバー, 8コンダクターケーブル                                             |
| SR225x  | Prestige     | ポリカーボネート                     | Fパッド, 0.05dBドライバーマッチング, 金属製リアグリル                                         |
| SR325x  | Prestige     | アルミニウム合金                     | レザーヘッドバンド                                                                            |
| RS2e    | Reference    | マホガニー                           | Lパッド                                                                                       |
| PS500e  | Professional | マホガニーとアルミニウムの組み合わせ |                                                                                               |
| RS1e    | Reference    | マホガニー                           | 50mmドライバー, 金属製ジンバル, XLRバランス接続端子（オプション）                             |
| GS1000e | Statement    | マホガニー                           | Gパッド, 1/4" (6.35mm) プラグ, 大型チャンバー, 12コンダクターケーブル                         |
| GS2000e | Statement    | マホガニーとカエデの組み合わせ       |                                                                                               |
| GS3000e | Statement    | ココボロ                             | 木製フラッグシップモデル, 特製50mmドライバー, 幅広レザーヘッドバンド                          |
| PS2000e | Professional | カエデとアルミニウムの組み合わせ     | フラッグシップモデル                                                                          |

### 携帯用とイヤホン
| 型番   | 備考 |
| ------ | --- |
| eGrado | オンイヤーモデル。リアヘッドバンド型で、SR60eと同じドライバーを使用                                         |
| iGe3   | IEM: 接続ケーブル中にマイク・ボリュームコントローラを搭載するモデル                                         |
| GW100  | オンイヤーのBluetoothワイヤレスモデル                                                                       |
| GR8e   | IEM: 接続ケーブル中にインラインマイク・ボリュームコントローラが搭載されていないモデル                       |
| GR10e  | IEM: フラッグシップモデル。接続ケーブル中にインラインマイク・ボリュームコントローラが搭載されていないモデル |
| GT220  | IEM: トゥルー・ワイヤレス・ステレオ。マイクとタッチセンサーコントローラを内蔵                               |

## 過去の製品

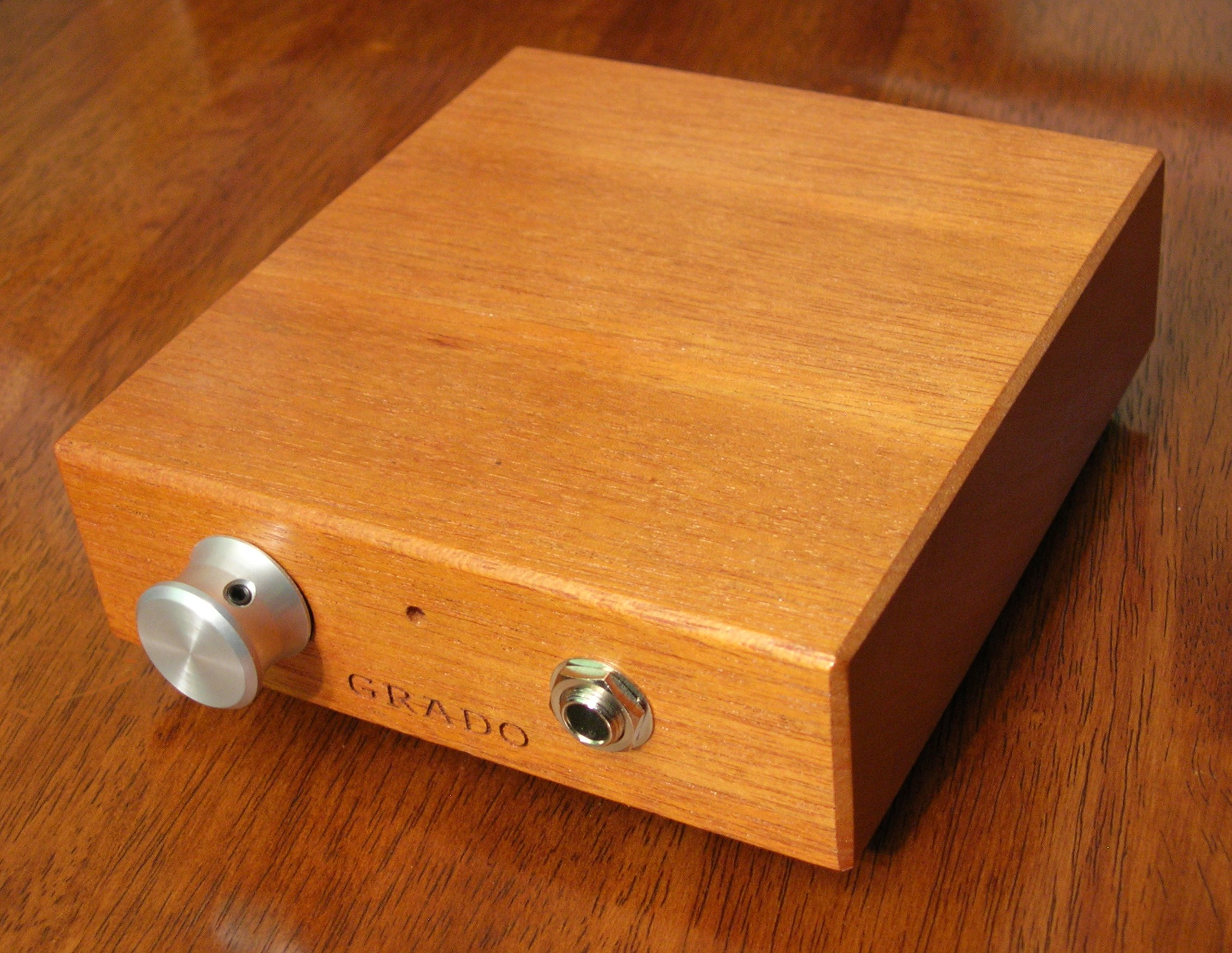
Grado RA1ヘッドホンアンプ

ジョゼフ・グラドの代表的な製品である「HP-1000」シリーズのヘッドホンは1000台限定で製造された。このHP-1000シリーズは、HP1の極性スイッチ、極性スイッチ以外はHP2、そしてHP2の亜種で、HP2よりも緩いドライバーマッチングで短期間販売されたHP3で構成されていた。
Gradoは、RA1と名付けられたヘッドホンアンプを製造した。この製品は、RCA端子による入力を受け付け、9ボルトのバッテリーから交流または直流の電気を用いるものであった。この出力は、1/8" (6.35mm)端子から出力された。これらの回路は、木製のケースに収められていた。
またGradoは、高級ギター部品メーカーであるアレッサンドロ・ミュージック・プロダクツ（Alessandro Music Products）に納入する異なるヘッドホンシリーズを製造していた。アレッサンドロ・ミュージック・シリーズ（Alessandro Music Series）として知られるこれらのモデルは、大雑把に言ってGradoの製品と同じ見た目をしているが、印字されている文字が異なり、多くのGradoの廉価モデルに搭載されている識別用"ボタン"を欠いている。このシリーズは、ミュージシャン向けに設計されたと言及され、エントリーモデルのMS1はプラスチックのハウジングが採用されており、MS2ではアルミニウム製のドライバーハウジングが採用された。更にMS Proでは、RS1と類似したマホガニー製のハウジングが採用されていた。
| モデル名 | シリーズ名                 | 素材                                                  | 備考                                                                           |
| -------- | -------------------------- | ----------------------------------------------------- | ------------------------------------------------------------------------------ |
| SR60i    | Prestige                   | プラスチック                                          | SR60eの後継モデル                                                              |
| SR60e    | Prestige                   | プラスチック                                          | SR60xの後継モデル                                                              |
| SR80i    | Prestige                   | プラスチック                                          | SR80eの後継モデル                                                              |
| SR80e    | Prestige                   | プラスチック                                          | SR80xの後継モデル                                                              |
| SR125i   | Prestige                   | プラスチック                                          |                                                                                |
| SR225i   | Prestige                   | プラスチック                                          |                                                                                |
| SR325is  | Prestige                   | アルミニウム製の外装/プラスチック製のインナースリーブ |                                                                                |
| RS2i     | Reference                  | 手作りのマホガニー                                    |                                                                                |
| RS1i     | Reference                  | Bowls                                                 |                                                                                |
| GS1000i  | Statement                  | 手作りのマホガニー                                    |                                                                                |
| PS500    | Professional               | 手作りのマホガニー/アルミニウム                       |                                                                                |
| PS1000   | Professional               | 手作りのマホガニー/アルミニウム                       |                                                                                |
| SR40     | Prestige                   | プラスチック                                          | 携帯型。中国製のオンイヤーモデル。eGradoの後継モデル                           |
| SR325    | Prestige                   | プラスチック                                          |                                                                                |
| HP1000   | Joseph Grado Signature     | アルミニウム外装                                      | ジョゼフ・グラドによる初めてのヘッドホン。                                     |
| SR100    | Prestige                   | プラスチック                                          | 基準を満たさなかったHP1000のドライバーを使用して製造された。SR125eの後継モデル |
| SR200    | Prestige                   | プラスチック                                          | 基準を満たさなかったHP1000のドライバーを使用して製造された。SR225eの後継モデル |
| SR300    | Prestige                   | Plastic                                               | 基準を満たさなかったHP1000のドライバーを使用して製造された。SR325eの後継モデル |
| GH3      | Heritage (limited edition) | 手作りのレジノーサマツ                                | 温かみのある質感の木製ボディ                                                   |
| GH4      | Heritage (limited edition) | 手作りのレジノーサマツ                                | 温かみのある質感の木製フルサイズボディ                                         |
| Hemp     | Limited Edition            | 麻/カエデ                                             | 温かみと精密さを兼ね備えた木製フルサイズボディ                                 |

## カートリッジ
Gradoが製造する各カートリッジは、手作業で製造されており、周波数応答、音声出力、音声バランス、位相直線性、インダクタンス、電気抵抗について試験されている。

### Prestigeシリーズ
カートリッジのPrestigeシリーズは高出力で、高頻度で使用されることを想定して設計されたシリーズである。チップの質量が大幅に減少した結果、Gradoが報告する周波数応答は50kHzまで、トラッキング力は1.5gから2gとなった。
Prestigeモデルは、½"マウントとPマウントの双方に対応している。78RPMのレコード針がこれらのモデルに用意されている。Prestigeシリーズのすべてのレコード針はユーザーで換装することができる。

### Referenceシリーズ
木製カードリッジのReferenceシリーズは、固定されたコイルの設計されており、特別に選別されたマホガニーの部材を用いてGrado Labsで手作業で製造される。燻す工程は製造工程の間に実施され、Gradoの求める音の実現に貢献している。Prestigeシリーズとは異なり、Referenceシリーズのジェネレーターとレコード針のモジュールは、一体化された磁気回路とケース内の空き空間が減らされる再設計によって、交換することができない状態である。このReferenceシリーズは、Grado Labsの歴史初期のフラッグシップモデルであった。
全てのReferenceシリーズのカートリッジは、½"マウントである。78RPMのレコード針はReferenceシリーズでは用意されていない。Referenceシリーズのレコード針の修理は、Gradoによって行われている。

## 表彰
- コンシューマー・レポートは、GradoのSR325を2014年最高のヘッドフォンと評した
- マッシャブルは2014年のアメリカの地方中小企業トップ8にGrado Labsを選出した
- GradoのSR80iは、2010年に、What Hi-Fi?のオーディオ・ビジュアル製品で150ユーロ以下の音響製品の年間トップと評した